# Тимченківська сільська рада (Чорнобаївський район)
Тимченкі́вська сільська́ ра́да — адміністративно-територіальна одиниця та орган місцевого самоврядування в Чорнобаївському районі Черкаської області. Адміністративний центр — село Тимченки.

## Загальні відомості
- Населення ради: 1 279 осіб (станом на 2001 рік)

## Населені пункти
Сільській раді підпорядковані населені пункти:
- с. Тимченки
- с. Баталий

## Склад ради
Рада складається з 16 депутатів та голови.
- Голова ради: Яценко Світлана Олексіївна

### Керівний склад попередніх скликань
| Прізвище, ім'я, по батькові | Основні відомості                                                                       | Дата обрання | Дата звільнення |
| --------------------------- | --------------------------------------------------------------------------------------- | ------------ | --------------- |
| Дзюба Сергій Васильович     | Сільський голова, 1973 року народження, освіта вища, безпартійний                       | 26.03.2006   | 31.10.2010      |
| Дзюба Сергій Васильович     | Сільський голова, 1973 року народження, освіта вища, член Партії регіонів               | 31.10.2010   | 30.04.2013      |
| Яценко Світлана Олексіївна  | Сільський голова, 1964 року народження, освіта середня спеціальна, член Партії регіонів | 15.12.2013   |                 |

Примітка: таблиця складена за даними сайту Верховної Ради України

### Депутати
За результатами місцевих виборів 2010 року депутатами ради стали:

#### За суб'єктами висування
| Суб'єкт висування                                       | Кількість обраних депутатів | %  |
| ------------------------------------------------------- | --------------------------- | -- |
| Партія регіонів                                         | 12                          | 75 |
| Політична партія Всеукраїнське об'єднання «Батьківщина» | 4                           | 25 |

#### За округами
| № округу                                                | Прізвище, ім'я, по батькові  | Дата визнання обраним | Освіта             | Партійна приналежність | Відомості про обраного депутата                     |
| ------------------------------------------------------- | ---------------------------- | --------------------- | ------------------ | ---------------------- | --------------------------------------------------- |
| Партія регіонів                                         |                              |                       |                    |                        |                                                     |
| 1                                                       | Куліш Галина Олексіївна      | 01.11.2010            | середня спеціальна | член Партії регіонів   | тимчасово не працює                                 |
| 2                                                       | Дібрівний Олексій Дмитрович  | 01.11.2010            | вища               | член Партії регіонів   | ПСП «Довіра», обліковець                            |
| 3                                                       | Каплун Сергій Іванович       | 01.11.2010            | середня спеціальна | член Партії регіонів   | Тимченки ДЕМ, майстер                               |
| 5                                                       | Демиденко Микола Петрович    | 01.11.2010            | вища               | член Партії регіонів   | СТОВ «Кліщинське», ветлікар                         |
| 6                                                       | Зобенько Віктор Іванович     | 01.11.2010            | середня            | член Партії регіонів   | ПСП «Довіра», заправщик                             |
| 7                                                       | Яценко Світлана Олексіївна   | 01.11.2010            | середня спеціальна | член Партії регіонів   | сільська рада, секретар                             |
| 9                                                       | Джигало Алла Василівна       | 01.11.2010            | вища               | член Партії регіонів   | приватний підприємець                               |
| 10                                                      | Дібрівний Сергій Дмитрович   | 01.11.2010            | середня            | член Партії регіонів   | ПСП «Довіра», шофер                                 |
| 11                                                      | Яценко Володимир Іванович    | 01.11.2010            | середня спеціальна | член Партії регіонів   | ПСП «Довіра», бригадир                              |
| 12                                                      | Гуренко Валентина Олексіївна | 01.11.2010            | середня спеціальна | член Партії регіонів   | Тимченки фельдшерсько-акушерський пункт, зав. ФАПом |
| 13                                                      | Ражепа Ніна Петрівна         | 01.11.2010            | середня спеціальна | член Партії регіонів   | Тимченки БК, директор                               |
| 16                                                      | Дзюба Тетяна Василівна       | 01.11.2010            | середня            | член Партії регіонів   | Тименківськ бібл. філіал, бібліотекар               |
| Політична партія Всеукраїнське об'єднання «Батьківщина» |                              |                       |                    |                        |                                                     |
| 4                                                       | Шарий Микола Іванович        | 01.11.2010            | середня            | позапартійний          | ПСП «Довіра», шофер                                 |
| 8                                                       | Макаренко Лариса Іванівна    | 01.11.2010            | вища               | позапартійна           | Тимченки НВК, вчитель                               |
| 14                                                      | Шарий Микола Іванович        | 01.11.2010            | середня спеціальна | позапартійний          | Тимченки ДЕМ, електромонтер                         |
| 15                                                      | Демиденко Леся Петрівна      | 01.11.2010            | середня спеціальна | позапартійна           | тимчасово не працює                                 |